# بيتشكرافت نموذج 16
بيتشكرافت نموذج 16 (بالإنجليزية: Beechcraft Model 16)‏ هي نموذج تجريبي لطائرة تدريب منخفض الجناح وأحادية السطح صممتها وبنتها شركة بيتشكرافت الأمريكية. كان أول طيران لها في 12 يونيو 1970. صنع منها طائرة واحدة هو النموذج المسجلة برقم (N9716Q).